# Zlatoklas
Zlatoklas (bulgariska: Златоклас) är ett distrikt i Bulgarien.   Det ligger i kommunen Obsjtina Dulovo och regionen Silistra, i den nordöstra delen av landet, 300 km öster om huvudstaden Sofia.
Trakten runt Zlatoklas består till största delen av jordbruksmark. Runt Zlatoklas är det ganska glesbefolkat, med 50 invånare per kvadratkilometer.